# سوني سويني
سوني سويني (بالإنجليزية: Sunny Sweeney)‏ هي مغنية مؤلفة أمريكية، ولدت في 7 ديسمبر 1976 في لونغفيو في الولايات المتحدة.

## وصلات خارجية
- الموقع الرسمي
- سوني سويني على موقع IMDb (الإنجليزية)
- سوني سويني على موقع ميوزك برينز (الإنجليزية)
- سوني سويني على موقع أول ميوزيك (الإنجليزية)
- سوني سويني على موقع ديسكوغز (الإنجليزية)